# 実況ch
実況ch（じっきょうちゃんねる）とは、匿名掲示板2ちゃんねる（2ちゃんねる (2ch.net)、2ちゃんねる (2ch.sc)、5ちゃんねる）のカテゴリの1つである。実況に関する板をまとめており、他のカテゴリとまたがっている板もある。（市況1・市況2等）

## 歴史
- 2001年9月22日 - 芸能ch板新設（当時は実況せんかいｺﾞﾙｱ!）
- 2001年11月11日 - 実況ch板・スポーツch板新設
- 2001年12月20日 - お祭り会場板新設
- 2001年12月29日 - 番組ch板新設（実況chから分割）
- 2003年2月24日 - 番組chから分割して番組ch(NHK)板・番組ch(NTV)板・番組ch(TBS)板・番組ch(フジ)板・番組ch(朝日)板・番組ch(TX)板新設
- 2003年7月15日 - 野球ch板新設
- 2003年12月19日 - ラジオ実況板新設
- 2004年1月17日 - 市況1板、市況2板新設
- 2004年2月10日 - BS実況(NHK)板新設
- 2004年3月11日 - なんでも実況S板（当時は汎用実況個室サターン）・なんでも実況V板（当時は汎用実況個室ビーナス）新設
- 2004年4月20日 - 実況headline板新設
- 2004年5月18日 - 番組ch(教育)板（番組ch(NHK)から分割）・BS実況(民放)板・番組ch(スカパー)板新設
- 2004年8月9日 - 五輪実況(男)板、五輪実況(女)板新設
- 2004年10月1日 - なんでも実況U板新設
- 2004年10月21日 - なんでも実況J板新設
- 2004年12月8日 - なんでも実況U板閉鎖
- 2006年1月23日 - 番組ch(西日本)板・サッカーch板新設
- 2006年8月13日 - なんでも実況V板をなんでも実況VIP板に名称変更
- 2007年1月25日 - なんでも実況U板復活
- 2008年12月1日 - アニメ特撮実況板新設
- 2008年12月10日 - 議会選挙実況板新設
- 2011年2月22日 - streaming実況板新設
- 2011年10月6日 - BS実況（民放2）板新設
- 2011年10月25日 - BS実況（民放）板をBS有料民放実況板、BS実況（民放2）板をBS無料民放実況板に名称変更
- 2014年7月2日 - Anarchy実況板新設
- 2014年7月5日 - 三行実況板・MX実況板新設
- 2021年8月21日 - なんでも実況M板新設
- 2021年8月27日 - なんでも実況G板新設

## 掲示板
2021年8月現在、次の30個の板からなる。
- 実況headline板
- テレビ番組欄板
- なんでも実況G板
- なんでも実況J板
- なんでも実況M板
- なんでも実況S板
- なんでも実況U板
- なんでも実況V板
- Anarchy実況板
- 実況ch板
- 番組ch板
- 三行実況板
- 番組ch(西日本)板
- 番組ch(NHK)板
- 番組ch(教育)板
- 番組ch(NTV)板
- 番組ch(TBS)板
- 番組ch(フジ)板
- 番組ch(朝日)板
- 番組ch(TX)板
- BS実況(NHK)板
- BS実況(無料)板
- BS実況(有料)板
- MX実況板
- スカパー実況板
- ラジオ実況板
- アニメ特撮実況板
- 議会選挙実況板
- スポーツch板
- 野球ch板
- サッカーch板
- 五輪実況(女)板
- 五輪実況(男)板
- 芸能ch板
- お祭りch板
- ニュース実況+板

- streaming実況板
- 市況1板

- 市況2板

### 実況headline板
実況カテゴリ内で新しく立ったスレッドを表示するヘッドライン。
書き込みはできない。

### テレビ番組欄板
NHKと在京五局（日本テレビ、TBSテレビ、フジテレビ、テレビ朝日、テレビ東京）の地上波テレビ放送用の板のレス数を解析している板。当日の番組表も掲載されているが、システムの問題で表示がおかしくなっていることもある。
厳密には掲示板ではなく、Wikiである。書き込みはできない。

### なんでも実況G板
ほかのなんでも実況と同様に、汎用的な実況のための板。略称は「なんG」。
2022年3月21日午前4時頃に下記のなんでも実況J板が使用不可能になったことで一時的に避難所として盛り上がりを見せ、翌22日に総書き込み数が初めて全ての板の中でトップとなった。3月23日19時頃になんでも実況J板は再び使用可能となったが、同時期に開催されていた第94回選抜高等学校野球大会の実況が主にこちらで行われるなど、この板への書き込み数がなんでも実況J板のそれを上回った状態が続いている。

### なんでも実況J板
正式名称は「なんでも実況（ジュピター）＠2ch掲示板」。略称はなんJ（jikkyoのJではなくJupiterのJ）。住民は彡(ﾟ)(ﾟ)という顔文字で表される。
またそれに派生してなんJ世代（板が全盛を迎えた時期におおよそ大学生だった平成4年（1992年）生まれ前後）という言葉もある。
2004年10月21日に新設され当初こそ賑わいを見せたものの、次第に住民が減少し2009年頃には4つのなんでも実況板中でも特に書き込み数の少ない板となった。野球以外での実況目的に使用されることは少なく、普段はスレ立て規制の緩さを利用して雑談のほか、シュールなネタスレの投下などに利用されていた。
しかし、2009年5月13日に野球ch板のスレッド数制限規制が行われたことにより、その利用者が流れてきた。野球ch板が規制強化されている間、プロ野球の試合を対戦相手同士で実況する「共用スレッド」はそのまま野球ch板に立てられていたが、各チームごとで実況を行う「専用スレッド」はなんでも実況J板に立てられていた。
2010年6月1日、野球chの規制緩和により、専用スレッドでの実況の多くも野球ch板で行なわれる状態に戻った。
野球ch板の規制緩和後は一時の勢いからは減少したが、利用者が大きく減ることはなく実質的に第二の野球chのような状態が続き、野球ネタを中心に様々なスレッドが立てられていたが、2011年11月20日、日本シリーズ第7戦の実況が過熱する中で板情報が消失。11月23日に復旧するまでは利用者の大半はお祭りchに移動していた。2012年にはステマ騒動の煽りを受け、まとめサイトに取り上げられる機会が増えたことにより、利用者が増加。
2013年現在は主に野球の話題で盛り上がる2ch屈指の書き込み数と勢いを誇り、2014年4月にはこれまでの1日の書き込み数1位だったニュー速VIPを抜いて書き込み数が1位となったが、同時に犯罪予告や個人情報の開示・晒しあげ行為、など、問題のある投稿も相次いでおり、2ちゃんねる運営によるIP開示や書き込み規制などの対策が定期的に行われてはいるものの一向に収まる気配がなく、モラル低下が懸念されている。
特に第一東京弁護士会に所属する弁護士を対象とした 炎上騒動は2012年の発生以来殺害予告だけでも100万回を超え、KRSWLockerと呼ばれるランサムウェアを用いた攻撃、2015年のグーグルマップ改ざん事件や2016年の同時爆破予告事件、2017年の小林麻央親族成り済ましツイートなど、この板の派生した当該弁護士の中傷板ユーザーからありとあらゆる嫌がらせが行われ、逮捕者も出た。第一東京弁護士会も、「弁護士に対するこの種の業務妨害行為は、弁護士制度に対する重大な挑戦であり、当会は断固抗議する」と表明を出している。
この騒動とはまったく別に2018年5月頃から特定の弁護士への「大量懲戒請求騒動」の報道を受け、騒動の元となったネット右翼で「遊べる」と判断した利用者たちは、ネット右翼の思想を嫌う嫌儲板の利用者とともに中韓に対する批判的な意見を持つネット右翼が多いハングル板へと押し寄せた。
ハングル板では彼らにより動画サイトYouTube上の主に中韓に対するヘイト表現が含まれた動画を通報する活動や(差別動画大量通報騒動)、ネット右翼を批判し馬鹿にするスレッドが立てられるなど、一時なんＪ民や嫌儲民がハングル板を占拠した状態となった。
姉妹板に転載禁止を目的としたPINKJ板がBBSPINKにある。
また、類似の板として、おーぷん2ちゃんねるにおーぷんなんでも実況J板（通称おんJ）が存在する。
通常の板とは異なる関西弁に似た独特な言葉遣い（なんJ内ではなんJ語や猛虎弁などと称されている）が用いられるのも特徴だが、近年では逆にそのような言葉遣いが他の板やTwitterなどのSNS、さらには一般社会で用いられている模様がマスコミで紹介される例も多い。如実なものとして、ドミンゴ・グスマンをルーツとする「ンゴ」を文末に接尾辞的に挿入するという独特の言語文化が５ちゃんねる外で10代女性を中心に流行を見せ、「JC・JK流行語大賞2017」で5位にランクインした事例や、なんJをルーツとする子供部屋おじさんという言葉が『週刊朝日』編集部の選出による2019年の流行語30選に入賞した事例が存在する。コートコーポレーションが発売した多田野数人らが出演したゲイポルノビデオ『真夏の夜の淫夢』の台詞を元にした「淫夢語録」も広く普及しており、なんJ語と混ぜて利用されることも多い。また、林修、髙比良くるま（令和ロマン）、佐々木チワワ、藤浪晋太郎等、この板のユーザーを公言している著名人も複数人存在する。
サーバダウンが数日間続いた2022年3月末頃以降、なんでも実況G板（略称なんG）に書き込み数首位の座を明け渡している。

#### 板の歴史
- 2004年10月21日 - 新設。
- 2005年3月16日 - サーバ移転（live8→live20）。
- 2005年7月14日 - サーバ移転（live20→live22x）。
- 2006年5月19日 - サーバ移転（live22x→live23）。
- 2009年5月13日 - 野球ch板の規制強化により大勢の利用者が移動。
- 2010年5月31日 - サーバ移転（live23→live28）。
- 2010年6月17日 - サーバ移転（live28→hayabusa）。
- 2011年5月2日 - サーバ移転（hayabusa→hatsukari）。
- 2011年9月9日 - テレビ番組『ライオンスペシャル 全国高等学校クイズ選手権 ~第31回~』にて出題された中馬庚が正答とされたクイズの正誤をめぐって実況が過熱した結果サーバ落ち。
- 2011年11月13日 - サーバ移転（hatsukari→uni）。
- 2011年11月20日 - 日本シリーズ第7戦の9回、中日ドラゴンズの井端弘和がピッチャーゴロを打った瞬間にサーバー落ち。そのまま板が「見つかりません」という状態に陥り、運営側もこれを放置。4日後の11月24日に板が復帰するまで利用者はお祭りchへ移動した。
- 2011年12月10日 - サーバ移転（uni→hayabusa）。
- 2012年5月30日 - 読売ジャイアンツ対東北楽天ゴールデンイーグルス戦の９回、ジャイアンツの杉内俊哉がゴールデンイーグルスの銀次から三振を奪った直後にサーバーがクラッシュ。掲示板インターフェース破損、スレッド保持数・一覧の故障などが発生。同じhayabusaサーバーだったニュース速報(VIP)なども影響を受けた。過去の移住先だったお祭りchもhayabusaサーバーだったため避難が困難に。これを受け利用者がなんでも実況Uに移住した。
- 2014年3月3日 - 2ちゃんねる系まとめサイトの転載対策のため、名無しの名前（デフォルト名無し）が「風吹けば名無し＠転載禁止」に変更される。
- 2014年3月17日 - サーバ移転（hayabusa→hayabusa5）。
- 2014年3月29日 - サーバ移転（hayabusa5→tomcat）。

- 2014年6月15日 - サーバ移転（tomcat→orpheus）。
- 2016年2月11日 - サーバ移転（orpheus→raptor）。
- 2017年3月24日 - サーバ移転（raptor→hawk）。
- 2017年6月22日 - テレビ番組『所さん！大変ですよ』の実況が過熱したためにサーバー落ち。
- 2018年6月5日 - サーバ移転（hawk→swallow）。
- 2022年3月21日 - 2日間にわたるサーバ落ち。
- 2022年3月23日 - サーバ移転をもって復帰（swallow→eagle）。

### なんでも実況M板
汎用的な実況のための板。24時間ルールが設定されており、主に曜日を冠する「○星人スレ」が住民により毎日立てられる。

### なんでも実況S板
汎用的な実況のための板。フィギュアスケートの実況が多い。

### なんでも実況U板
汎用的な実況のための板。 スレが落ちにくいため「部」というなんでも実況J板の住民が特定の話題を会話するスレが立てられていたり、避難所代わりとしても利用されている。

### なんでも実況V板
ニュー速VIP板専用の実況板。元々、なんでも実況Venus板という名称の板であったが、2006年8月13日になんでも実況VIPという名称に変更された。新しい板を開設せずにこのような特例に至った運営側の意図としては、
1. 元々あったなんでも実況V板が需要が少なかったことから、板の再利用、活性化を図った
2. ニュー速VIP板（以下、VIPと表記する）内の実況系スレッドの乱立による頻繁なサーバーダウンから、VIPPER住人の分散化を図った

などの2点が挙げられている。これにより、VIP内にある多くの実況系スレッドは自主的にこちらの板へと移動した。しかし、運営の意向としては「おきにめすまま」とのこと。
実況系の板であるが、その実況内容は問わない。元々あったVIP内の実況スレッド、なんでも実況V板のローカルルールをそのまま引き継ぐ形となっている。

#### 板の歴史
- 2004年3月11日 - なんでも実況Venus板として実況板からlive10サーバ上に分離新設。
- 2004年5月29日 - 閉鎖。
- 2004年7月27日 - live15サーバ上にて復活。
- 2005年6月1日 - サーバ移転（live8→live20）。
- 2005年7月15日 - サーバ移転（live20→live21）。
- 2005年12月28日 - サーバ移転（live21→live22x）。
- 2006年8月13日 - ニュース速報(VIP)板内の実況系スレッド隔離を目的としてなんでも実況VIP板に名称変更。
- 2006年12月20日 - サーバ移転（live22x→live24）。
- 2010年5月31日 - サーバ移転（live24→live28）。
- 2010年6月17日 - サーバ移転（live28→hayabusa）。
- 2011年11月12日 - サーバ移転（hayabusa→uni）。

### Anarchy実況板
実況のための板。通称「穴実」。5秒毎（現在は1秒毎）に連投可能、海外の回線やスマートフォンから書き込み可能、最大スレッド数は10個、最後の書き込みから3分以内でもdat落ちあり、過去ログは作成されないという特徴がある。規制されていても書き込むことが可能。名前欄とメール欄が空欄で固定されているので、固定ハンドルネームやsage、!id、fusianasanなどの機能は使うことが出来ない。
漫画『ゆるゆり』に関する話題が主で、板が新設されてから数日間は、ゆるゆりの登場人物である「赤座あかり」のスレが殆どを占めていた。そのためか、以前のAnarchy実況板のバナーには赤座あかりが描かれていた。また、今までの名無しの名前（デフォルト名無し）にある「杉浦綾乃」、「大室櫻子」、「歳納京子」、「大室花子」もゆるゆりの登場人物である。
2ch運営の「Mango Mangüé」によって、様々な新機能がこの板で開発された。2014年10月25日にMANGO板が新設されるまで、いわゆる実験板としての性質が強かった。
名前欄が名無しで固定となっているが、ツイッターなどでこの板の常駐である人など人気のある人もいる。

#### 板の歴史
- 2014年7月2日 - 新設。
- 2014年7月3日 - 板最古の赤座あかりスレが立つ。
- 2014年7月16日 - 名前欄とメール欄が空欄で固定され、固定ハンドルが使えなくなる。
- 2014年8月28日 - 特定のコマンドを数回書き込むとスレを強制的にDAT落ちされる機能が追加され、通常の掲示板として利用するのが困難に。
- 2014年8月29日~9月6日? - 8月28日に追加されたコマンドが有料になる。
- 2014年9月7日 - 名無しの名前（デフォルト名無し）が「アナーキーさん」から「滑ってるぞ」に変更され、その後「ライブアナーキーさん」に変更される。
- 2014年9月9日 - デフォルト名無しが「ライブマンゴーさん」、「ラブライブマンゴーさん」、「アナーキー・スカイウォーカーさん」、「＼」など数回変更された後、最終的に「ライブ・アナーキーさん」になる。
- 2014年10月25日 - MANGO板が新設され、実験板としての性質は分離される。
- 2015年1月16日 - デフォルト名無しが「歳納京子・ナンバー・ワン・ファン」に変更される。
- 2015年1月17日 - デフォルト名無しが「ライブ・アナーキーさん」に変更される。
- 2015年6月19日 - デフォルト名無しが「杉浦綾乃愛す」に変更される。
- 2015年7月2日 - 板設立一周年。この日に限り、デフォルト名無しがランダムで変わる、スレが強制的にDAT落ちする、一定の確率で書き込み者のIPアドレスが公開される、などの仕掛けが施される。
- 2015年7月?日 - デフォルト名無しが「ライブ・アナーキーさん」に変更される。
- 2015年11月2日 - 板名が「Agree実況」に、デフォルト名無しが「Mr.Live Agree」にそれぞれ変更される。
- 2015年11月?日 - 板名とデフォルト名無しが元に戻る。
- 2016年3月27日 - デフォルト名無しが「大室櫻子のおしっこ飲みたい」に変更される。約半日後、「杉浦綾乃愛す」に再度変更される。
- 2016年4月1日 - エイプリルフールのネタとして、この日に限り板名が「民主主義人民共和国」、デフォルト名無しが「最高指導者」にそれぞれ変更される。
- 2016年4月3日 - デフォルト名無しが「【*^▲^*】」に変更される。
- 2016年4月7日 - サーバ移転（maguro→agree）。
- 2016年11月28日 - デフォルト名無しが、午後2時頃「くれれっ娘の赤座あかり」に、午後6時から午後7時頃にかけて「where is Mango?」、「I have a MangoPen」、「【〓v〓】」、「(´・ω・｀)へへへ」、「I am a MangoPen」、「くれれマンゴー」、「名無しのカーシンさん」、「I like Mango」の順で変更され、最終的に「大室花子だし」になる。
- 2016年12月3日 - 名無しが「【*^▲^*】」になる。
- 2016年12月6日 - 23時48分、名無しが「大室櫻子のおしっこ飲みたい」になる。
- 2016年12月7日 - 名無しが「A-O-B-AB」になる。
- 2016年12月8日 - 名無しが「【*^▲^*】」に変更される。

### 実況ch板
2001年11月11日に新設された汎用実況板。映画や特番、レスが多い番組を実況するための板として機能している。

### 番組ch板
番組ch板は、中部地方（中京広域圏に属する三重県を含む）以東の東日本のローカル局のテレビ番組を実況するための板。その地方でしか放送されていないローカル番組と、遅れネットでネット受けしている番組が実況の対象になる。
番組ch板ではスレッドの分け方が独特であり、新潟県が東北地方に含まれ、静岡県・甲信地方の2県・北陸地方の3県がひとまとめになっている。これは、新潟県が東北電力のエリアであることと、新潟県以外の三重県を含む中部地方の県は1つのスレッドだったのが、そこから「東海実況」が分かれ、残った地方はそのまま1つのスレッドを保ったからである。茨城県だけはキー局以外の民放テレビ局が存在しないため、該当するスレッドはない。
新設当初はNHK及びキー局を含む日本全国のテレビ局の番組の実況板として使われていたが、2003年2月24日にNHKと各民放ネットワークごとの板が本板から分割される形で新設されたことからローカル番組専用の板となり、さらに2006年1月23日に番組ch(西日本)板が分割され、更に2014年7月5日には、MX実況が新設される（しかし同じ役割を持つ既存の番組chとMX実況との利用者が分かれて同じ番組を実況する自体が生じ続けている）。
現在はMXを含む関東ローカル局、北海道、東北、中京広域局の各テレビ番組を実況する『東日本のローカル番組専用』の実況板となって現在に至る。

### 三行実況板
三行までしか書けない実況のための板。 

### 番組ch(西日本)板
西日本（三重県を除く近畿地方以西）のテレビ局のローカル・ブロックネット番組を実況するための板。2006年1月23日に番組ch板から分割された。

#### 板の歴史
- 2006年1月23日 - 各番組chからlive22xサーバ上に分離新設。
- 2006年12月20日 - サーバ移転（live22x→live24）。
- 2010年6月1日 - サーバ移転（live24→live28）。
- 2010年6月17日 - サーバ移転（live28→hayabusa）。

### 番組ch(NHK)板
NHK総合テレビジョンの番組を実況するための板。2003年2月24日に番組ch板からの分割として在京民放キー各局実況板と同時に新設された。新設当初はNHKの全チャンネルの実況用に使用されていたが、2004年2月10日にBS実況板、2004年5月18日に番組ch(教育)板が新設されたことによりNHK総合専用の実況板として現在に至る。
看板は、顔がAA風に描かれたどーもくんと「2ch」をNHKロゴである三つのたまご風に表記したものが使われている。

#### 板の歴史
- 2003年2月24日 - 番組ch板からlive5サーバ上に分離新設。
- 2003年7月4日 - サーバ移転(live5→live6)。
- 2004年2月7日 - サーバ移転(live6→live8)。
- 2004年3月11日 - サーバ移転(live8→live10)。
- 2004年5月18日 - 番組ch(教育)板を分離独立。
- 2004年5月29日 - サーバ移転(live10→live8)。
- 2004年8月9日 - サーバ移転(live8→live16)。
- 2005年12月8日 - サーバ移転(live16→live22x)。
- 2006年5月19日 - サーバ移転(live22x→live23)。
- 2010年5月31日 - サーバ移転(live23→live28)。
- 2010年6月17日 - サーバ移転(live28→hayabusa)。
- 2014年7月29日 - 21時頃、10万スレ達成

### 番組ch(教育)板
NHK教育テレビジョン(NHK Eテレ)の番組を実況するための板。正式名称は「実況(NHK教育)＠2ch掲示板」。教育テレビ専用のスレッドは実況ch板の時代からあり、2001年10月3日に最初のスレッド が立てられ、以降幾度のサーバー変更・板変更（実況ch板→番組ch(NHK)板）を経て現在に至る。
2ちゃんねるのスレッドでは、レスが1000を超えるとこれ以上書き込むことが出来ないことを示す自動書き込みが1001レス目に行われるが、番組ch(教育)板の場合、英語であそぼのJBが『このスレは1000を超えました。もう書けないので、新しいスレを建てて下さいネー』と書かれたプラカードを持ったAA(アスキーアート)が使われている。（一時期、おかあさんといっしょのうたのおねえさんだったはいだしょうこが描いたスプーがAA化されたのが1001表示に使用されていた。）
看板は、ピタゴラスイッチに登場するキャラクター「フレーミー」が、当番組のタイトルロゴ風に「NHK教育 実況板」と書かれた画面をクリックすると言うもの。
名無しの名前（デフォルト名無し）の由来はNHK人間講座やNHK高校講座などのNHK○○講座にちなんでいる。

#### 板の歴史
- 2004年5月18日 - 全板の発言回数を統計する計画のため、番組ch(NHK)板からlive10サーバにて分離新設。
- 2004年5月29日 - サーバ移転(live10→live8)。
- 2004年9月1日 - サーバ移転(live8→live17)。
- 2004年12月9日 - サーバ移転(live17→live8)。
- 2005年3月16日 - サーバ移転(live8→live20)。
- 2005年6月17日 - メインスレッド「NHK教育を見て*倍賢くなろう」が10000スレ目に到達。（初代スレッドから3年8ヶ月と14日）
- 2005年7月15日 - サーバ移転(live20→live22x)。
- 2005年7月17日 - サーバ移転(live22x→live20)。
- 2005年12月7日 - サーバ移転(live20→live22x)。
- 2006年5月19日 - サーバ移転(live22x→live23)。
- 2007年10月6日 - メインスレッド「NHK教育を見て*倍賢くなろう」が20000スレ目に到達。（初代スレッドから6年と3日）
- 2010年2月10日 - メインスレッド「NHK教育を見て*倍賢くなろう」が30000スレ目に到達。（初代スレッドから8年と130日）
- 2010年5月31日 - サーバ移転(live23→live28)。
- 2010年6月17日 - サーバ移転(live28→hayabusa)。

### 番組ch(NTV)板
日本テレビ（NTV、日テレ）の番組を実況するための板。2003年2月24日に番組ch板から他の各民放ネットワークの板や番組ch(NHK)板と同時に分割新設され、現在に至る。
名無しの名前（デフォルト名無し）の「名無しさんにズームイン!」は日テレ系の朝の情報番組『ズームイン!!朝!』（及び後継番組『ズームイン!!SUPER』・姉妹番組『ズームイン!!サタデー』）でのキャスターの掛け声にちなんでいる。
看板には、モナー、「なんだろう」とジサクジエンを合体させたようなキャラクター（なんだろうの目にあたる部分がジサクジエンになっている）が描かれている。

#### 板の歴史
- 2003年2月24日 - 番組ch板から分離新設。
- 2003年7月4日 - サーバ移転（live5→live6）。
- 2004年2月7日 - サーバ移転（live6→live8）。
- 2004年10月1日 - サーバ移転（live8→live16）。
- 2005年12月8日 - サーバ移転（live16→live22x）。
- 2006年5月19日 - サーバ移転（live22x→live23）。
- 2010年5月31日 - サーバ移転（live23→live28）。
- 2010年6月17日 - サーバ移転（live28→hayabusa）。
- 2011年11月27日 - サーバ移転（hayabusa→hayabusa2）。インターネット上で人気の高い「天空の城ラピュタ」のテレビ放送（12月9日）を見越して他板よりも先行して移転が行われた（実質専用サーバとなっていた）が、放送途中でサーバダウンが発生してしまった。

### 番組ch(TBS)板
TBSテレビの番組を実況するための板。2003年2月24日に番組ch板から他の民放実況板と同時に分割、現在に至る。
看板には、BooBoと、「この板は、キミのもの。」というキャッチコピー（かつてTBSが使用していた「この窓は、キミのもの。TBS」のパロディである）が使われている。
名無しの名前（デフォルト名無し）の由来はTBS系列で定期的に放送されている人気ドラマ「渡る世間は鬼ばかり」にちなんでいる。

#### 板の歴史
- 2003年2月24日 - 番組ch板から分離新設。
- 2004年2月10日 - サーバ移転(live5→live8)。
- 2004年10月1日 - サーバー移転(live8→live17)。
- 2004年12月9日 - サーバー移転(live17→live8)。
- 2005年3月16日 - サーバー移転(live8→live20)。
- 2005年7月15日 - サーバー移転(live20→live22x)。
- 2005年7月17日 - サーバー移転(live22x→live20)。
- 2005年12月7日 - サーバー移転(live20→live22x)。
- 2006年5月19日 - サーバー移転(live22x→live23)。
- 2010年5月31日 - サーバー移転(live23→live28)。
- 2010年6月17日 - サーバー移転(live28→hayabusa)。

### 番組ch(フジ)板
フジテレビジョン(CX)の番組を実況するための板。2003年2月24日に番組ch板から他の民放実況板と同時に分割、現在に至る。板の看板には東京湾を背にしたフジテレビの本社社屋（FCGビル）や、「8」マークと目玉マークが描かれているが、とても巧みに描かれているとは言えない子供の落書きのような描写であり、その稚拙さと意外性が一時期2ch内で話題となった。
名無しの名前（デフォルト名無し）の由来はフジテレビ系列でかつて放送されていたバラエティー番組「森田一義アワー 笑っていいとも!」にちなんでいる。命名時期は他の民放実況板と比べて遅かった。
また、この実況板では、毎週、「サザエさん」に登場する「フグ田タラオ」に対し、「タラヲ氏ね」とヤジをとばすことが名物である。

#### 板の歴史
- 2003年2月24日 - 番組ch板から分離新設。
- 2003年7月4日 - サーバ移転(live5→live6)。
- 2004年2月7日 - サーバ移転(live6→live8)。
- 2004年3月11日 - サーバ移転(live8→live10)。
- 2004年5月29日 - サーバ移転(live10→live8)。
- 2004年8月9日 - サーバ移転(live8→live17)。
- 2004年10月21日 - サーバ移転(live17→live8)。
- 2005年3月16日 - サーバ移転(live8→live20)。
- 2005年7月14日 - サーバ移転(live20→live22x)。
- 2005年7月17日 - サーバ移転(live22x→live20)。
- 2005年12月7日 - サーバ移転(live20→live22x)。
- 2006年5月19日 - サーバ移転(live22x→live23)。
- 2010年5月31日 - サーバ移転(live23→live28)。
- 2010年6月17日 - サーバ移転(live28→hayabusa)。

### 番組ch(朝日)板
テレビ朝日（テレ朝、EX）系列の番組を実況するための板。2003年2月24日に番組ch板からNHKや他の民放ネットワークの実況板と同時に分割される形で新設され、現在に至る。
名無しの名前（デフォルト名無し）の由来は同系列の報道番組『ニュースステーション』（現『報道ステーション』）にちなんでいる。
看板には、ジサクジエン達が「徹底討論 どうなる2ch」なるテーマで討論している様子が描かれている（当局の番組「朝まで生テレビ!」が元ネタ）。
フォルダ名の「liveanb」は、2003年9月までのテレ朝の旧社名（全国朝日放送：Asahi National Broadcasting.,Ltd）の略称だった「ANB」が由来だが、略称が同局のコールサイン「JOEX-TV/DTV」にちなむ「EX」に変更された現在も、変更が困難なためそのままである。

#### 板の歴史
- 2003年2月24日 - 番組ch板からlive5サーバ上に分離新設。
- 2004年2月10日 - サーバ移転（live5→live8）。
- 2004年10月1日 - サーバ移転（live8→live16）。
- 2004年10月21日 - サーバ移転（live16→live8）。
- 2005年3月16日 - サーバ移転（live8→live20）。
- 2005年7月15日 - サーバ移転（live20→live22x）。
- 2005年7月17日 - サーバ移転（live22x→live20）。
- 2005年12月7日 - サーバ移転（live20→live22x）。
- 2006年5月19日 - サーバ移転（live22x→live23）。
- 2010年5月31日 - サーバ移転（live23→live28）。
- 2010年6月17日 - サーバ移転（live28→hayabusa）。

### 番組ch(TX)板
テレビ東京系の番組を実況するための板。2003年2月24日に番組ch板から他の民放実況板と同時に分割され現在に至る。
看板には、左半分はピカチュウ風にカラーリングされたモナー、背景に赤と青の横ストライプ、下部に「※部屋を明るくして離れて書き込んでね」の文字、右半分は、中継車（車体にテレビ東京のロゴ風にデザインされた「TX JIKKYO」のロゴ）、「戦争が起きても通常放送！」の文字（これは「緊急時にも通常放送を継続し、緊急放送や報道特番を滅多に行わないテレ東の報道体制」が元ネタ）が描かれている。
名無しの名前（デフォルト名無し）の「ワールド名無しサテライト」は、テレビ東京系列(TXN)の報道番組『ワールドビジネスサテライト』(WBS)にちなんでいる。
放送中の番組のスレを立ててもあまりレスがつかないことが多いため、番組実況板では珍しくメインスレッドの他に『ワールドビジネスサテライト』・『neo sports』ならびに『午後のロードショー』用の「映画実況」、アニメ番組全般の「アニメ★特撮実況」など番組ジャンル単位でのスレに対してもタイトルに通し番号が付けられている。

#### 板の歴史
- 2003年2月24日 - 番組ch板から分離新設。
- 2004年4月19日 - サーバ移転(live5→live10)。
- 2004年5月29日 - サーバ移転(live10→live8)。
- 2004年9月1日 - サーバ移転(live8→live16)。
- 2005年12月8日 - サーバ移転(live16→live22x)。
- 2006年5月19日 - サーバ移転(live22x→live23)。
- 2010年5月31日 - サーバ移転(live23→live28)。
- 2010年6月17日 - サーバ移転(live28→hayabusa)。

### BS実況(NHK)板
NHKの衛星放送チャンネル(BS1、BSプレミアム)の番組を実況するための板。2004年2月10日にBS実況板として新設され、WOWOWなどの民放BS局も実況対象に含まれていたが、2004年5月18日にBS実況(民放)板が新設されたことにより、BS実況(NHK)板に改称。NHK衛星放送専用の実況板として現在に至る。

#### 板の歴史
- 2004年2月10日 - live5サーバ上に新設。
- 2004年4月19日 - サーバ移転(live5→live12)。
- 2004年7月17日 - サーバ移転(live12→live15)。
- 2005年6月1日 - サーバ移転(live15→live21)。
- 2005年12月8日 - サーバ移転(live21→live22x)。
- 2006年12月20日 - サーバ移転(live22x→live24)。
- 2010年6月1日 - サーバ移転(live24→live28)。
- 2010年6月17日 - サーバ移転(live28→hayabusa)。

### BS実況(無料)板
BSデジタル放送における、民放テレビ局が運営する無料チャンネルを実況するための板。
現在BS日テレ・BS朝日・BS-TBS・BSテレ東・BSフジ・BS11・TwellV・Dlife(閉局)のスレッドがそれぞれ立てられているが、BSデジタル放送の民放テレビ局はテレビショッピングや韓国ドラマを中心とした編成を組んでいることもあり、普段は極めて閑散とした板である。
しかし、アニメ番組については（時間帯にもよるが）人が集まる傾向があり、全日帯にてアニメ番組を放送していたBSジャパンは、他のキー局系BS局に先駆けて局別スレッドにて実況されていた。

### BS実況(有料)板
BSデジタル放送における、有料放送チャンネルを実況するための板。
当初は「＠BS実況ch」からWOWOWを実況する板として分離するために「＠番組ch(wowow)」として新設され、後に全民放BSを対象とした「BS実況(民放)板」に改称されたが、「BS無料民放実況板」の開設に伴い現在の名称へ変更。WOWOW（プライム/ライブ/シネマ）・スター・チャンネル（1/2/3）のほか、スカパー!の管轄であるFOX bs238・BSアニマックス・BSスカパー!・IMAGICA BS・BS日本映画専門チャンネルについてスレッドが立てられている。

#### 板の歴史
- 2004年5月18日 - BS実況板からlive12サーバ上に分離新設。
- 2004年7月17日 - サーバ移転(live12→live15)。
- 2005年6月1日 - サーバ移転(live15→live21)。
- 2005年12月8日 - サーバ移転(live21→live22x)。
- 2006年12月20日 - サーバ移転(live22x→live24)。
- 2010年6月1日 - サーバ移転(live24→live28)。
- 2010年6月17日 - サーバ移転(live28→hayabusa)。
- 2011年10月25日 - BS実況（民放）板からBS有料民放実況板に名称変更

### MX実況板
東京メトロポリタンテレビジョンの番組を実況するための板。

### スカパー実況板
スカパー!の各チャンネルの番組を実況するための板。正式名称は「実況スカパー＠2ch掲示板」。

#### 板の歴史
- 2004年5月18日 - live12サーバ上に新設。
- 2004年7月27日 - サーバ移転(live12→live15)。
- 2005年6月1日 - サーバ移転(live15→live21)。
- 2005年12月8日 - サーバ移転(live21→live22x)。
- 2006年12月20日 - サーバ移転(live22x→live24)。
- 2010年6月1日 - サーバ移転(live24→live28)。
- 2010年6月17日 - サーバ移転(live28→hayabusa)。
- 2011年12月10日 - サーバ移転(hayabusa→hayabusa2)。
- 2015年6月26日 - サーバ移転(hayabusa2→hayabusa7)。

### ラジオ実況板
AMラジオ、FMラジオ、短波放送、BSデジタルラジオ、地上デジタルラジオ、CSデジタル音声放送、有線ラジオ放送のトーク番組、ネットラジオ、海外のラジオ等を実況するための板。正式名称は「ラジオ実況@2ch掲示板」。
ラジオというメディアの特性上普段は閑散としている板だが、アニラジやアニソン特集が放送される際には一時的に過密状態になる。

#### 板の歴史
- 2003年12月19日 - 各番組chからlive5サーバ上に分離新設。
- 2004年4月19日 - live12サーバに移転。
- 2004年7月27日 - live15サーバに移転。
- 2005年6月1日 - live21サーバに移転。
- 2005年12月8日 - live22xサーバに移転。
- 2006年12月20日 - live24サーバに移転。
- 2010年6月1日 - live28サーバに移転。
- 2010年6月17日 - hayabusaサーバに移転。

### アニメ特撮実況板
アニメや特撮を実況するための板。
元は民放の実況板でのアニメ特撮ジャンルの番組の実況スレの乱立を防ぐために出来た板である。
同じ番組のスレが乱立することにより実況スレがすぐ過去ログへ行ったり、番組開始前からアニメ特撮ジャンルの実況スレのパートスレを複数立てるのは（たとえ全てのスレを複数人で立てたとしても）荒らし扱いとするため、それらを避けるために出来た板である。
開設当初は連投によるバーボン行きを防げること（要は連投が可能であるということ）がメリットとして挙げられたが、hayabusa鯖が落ちると共倒れになるためあまり普及しなかった。しかも民放実況板で実況することを誰も罪と思わなかったため完全な隔離板として機能することはないまま現在に至る。しかし現在は一応隔離板として利用している人もいる。

### 議会選挙実況板
国会・地方議会・選挙を実況するための板。正式名称は「国会･地方議会･選挙実況＠2ch掲示板」。
国会や地方議会・委員会などが開かれた議会を目指し、積極的にインターネット中継を行うようになり、自由に実況できる環境が整ったため要望し開設された。関心の高い法案等が審議されている議会中継がテレビ局等の事情で中継されることもなく、中継されにくい時間帯の議会や委員会等を視聴することが可能になったため、随時実況しながら議論や意見を交わすことができるようになった。

#### 板の歴史
- 2008年12月10日 - atlantaサーバ上に新設。
- 2010年6月2日 - live28サーバに移転。
- 2010年6月17日 - hayabusaサーバに移転。

### スポーツch板
スポーツを実況するための汎用的な板。正式名称は「実況せんかいｺﾞﾙｧ！＠スポーツch」。2001年11月11日に新設された。
実況を行う主な競技としては、大相撲や競馬、格闘技など多種多様。野球全般は野球ch板、サッカー全般はサッカーch板、オリンピックは五輪実況(男)板・五輪実況(女)板があるため基本的にそれらはここでは行わない。また、中央競馬・地方競馬以外の公営競技の実況は（本来は2chのルール違反であるが）実況板ではない競輪板・競艇板・オートレース板で行われている。
スポーツch板ではモータースポーツ（ほぼF1に限定される）の実況も行われるが、モータースポーツの実況に関しては2ちゃんねるとは別のサイトである「モータースポーツ実況板」を使用することがモータースポーツ板住人によって求められている。

### 野球ch板
野球全般の実況を行う板である。正式名称は「実況せんかいｺﾞﾙｧ！＠やきうch」。プロ野球のみならず高校野球に代表されるアマチュア野球や、メジャーリーグなどの海外野球、ワールド・ベースボール・クラシックなどの国際試合もここで行われる。北京五輪のソフトボールの実況も行われた。プロ野球の試合は移動日を除いてほぼ毎日開催され、野球関係の実況が集約されているためオンシーズン中はニュー速VIPやモ娘 (狼) 板とならび2chの中でも投稿数が非常に多い板の一つである。特に全国高等学校野球選手権大会の開かれる8月が投稿数が一番多い。
スレッド保持数の制限が厳しく、試合中のスレッドのDAT落ちを防ぐための保守書き込みが多い。そのため前述の高校野球の地方大会開催時の週末はデーゲームのプロ野球試合の実況スレッドと合わせて、過密状態に陥ることがしばしばである。
しばしば野球関係のTV番組の実況も行われる。
オフシーズンは実況するものがないため書き込みが少なくなるはずであるが、雑談スレ・ネタスレが立てられることが多く、一年を通して投稿数が多くなっている。

#### 板の歴史
- 2003年7月15日 -　住民増加に伴い、スポーツch板から分割する形でcomic3サーバ上に新設。
- 2003年7月22日 - live7サーバに移転。
- 2004年4月18日 - live12サーバに移転。
- 2004年7月26日 - live15サーバに移転。
- 2004年10月22日 - live8サーバに移転。
- 2005年3月16日 - live20サーバに移転。
- 2005年7月15日 - live22xサーバに移転。
- 2005年7月17日 - live20xサーバに移転。
- 2005年12月7日 - live22xサーバに移転。
- 2006年12月20日 - live24サーバに移転。
- 2009年3月24日 -　2009年WBC日本優勝にともないレス数が全板中1位になり、サーバー落ち。同日中に復帰。
- 2009年5月12日 - 規制が大幅強化され、難民化した住人がなんでも実況J板に流入。書き込み数が減少した。このような状態は運営により黙認されていた。
- 2010年6月1日 - live28サーバに移転。規制が緩和され規制以前の状態に戻った。しかしスレの立てやすさからなんでも実況J板に残る住民も多く、野球ch板が2分化された状況が現在も続いている。
- 2010年6月17日 - hayabusaサーバに移転。
- 2011年5月2日 - hatsukariサーバに移転。
- 2011年11月13日 - サーバ移転（hatsukari→uni）。
- 2011年12月10日 - サーバ移転（uni→hayabusa）。
- 2014年3月17日 - サーバ移転（hayabusa→hayabusa5）。
- 2014年6月23日 - サーバ移転（hayabusa5→baseball）。

### サッカーch板
サッカーの試合を実況するための板。正式名称は「実況せんかいｺﾞﾙｧ！＠さっかーch」。
FIFAワールドカップやJリーグ、高校サッカーなどサッカー全般の実況を行う板である。

#### 板の歴史
- 2006年1月23日 - live22xサーバ上に新設。
- 2006年12月20日 - live24サーバに移転。
- 2010年6月1日 - live28サーバに移転。
- 2010年6月17日 - hayabusaサーバに移転。

### 五輪実況(女)板
オリンピックの女子の競技を実況するための板。 2年に一度のオリンピックのシーズン以外は非常に閑散としている。

### 五輪実況(男)板
オリンピックの男子の競技を実況するための板。
2年に一度のオリンピックのシーズン以外は非常に閑散としている。

### 芸能ch板
芸能に関する実況をするための板。かつては大半がモーニング娘。関係の実況であったが、現在はAKB48関係の実況が中心となっている。

#### 板の歴史
- 2001年9月22日 - 芸能ch板新設（当時は実況せんかいｺﾞﾙｱ!）

### お祭りch板
祭りの実況を扱う板。正式名称は「お祭り会場＠2ch掲示板」。田代祭が盛り上がる中、2ちゃんねるにおける「祭り」の実況を扱うことを目的として設立される。
開設してしばらくは祭りの実況やネタスレなども盛況であった。しかし実況カテゴリの板への規制が強化されるに従いスレッド保持数が次第に減り、常駐する利用者が減少していった。
しかし2011年11月20日、なんでも実況J板の板情報の消失が起こり復旧困難に陥った際、住民の新天地として白羽の矢が当たり、形を変えて盛況を取り戻すこととなった。

#### 板の歴史
- 2001年12月20日 - 田代祭などの避難所としてliveサーバ上に新設。当初のスレッド保持数は56。同日ちんこ音頭スレが立つ。
- 2002年5月8日 - 看板設置。画像は駅に設置されたwebカメラを実況するスレッド(東京駅実況スレッド)に登場した人のものが使われている。この看板は2011年現在においても引き続いて使用されている。
- 2002年8月15日 - 強制ID導入。
- 2002年8月18日 - スレッド保持数が48→36に変更。
- 2002年9月9日 - 即死判定導入によりdat落ちしやすくなる
- 2003年2月13日 - サーバ移転(live→live5)。この頃からスレッド保持数が16に変更。
- 2004年4月19日 - サーバ移転(live5→live12)。
- 2004年7月27日 - サーバ移転(live12→live15)。
- 2005年6月1日 - サーバ移転(live15→live21)。この頃からスレッド保持数が32に変更。
- 2005年12月8日 - サーバ移転(live21→live22x)。
- 2006年12月20日 - サーバ移転(live22x→live24)。
- 2010年5月31日 - サーバ移転(live24→live28)。
- 2010年6月17日 - サーバ移転(live28→hayabusa)。

### streaming実況板
ストリーミング配信される放送を実況するための板。StickamやUstreamなど、ストリーミングであればジャンルを問わずに扱っているが、現在は主にニコニコ生放送のユーザー生放送を実況するスレッドが中心となっている。
なお、配信元に関する話題などはyoutube板で取り扱われている。